# Saison 7 de Sons of Anarchy
Chronologie
Saison 6
Cet article présente le guide des épisodes de la septième et dernière saison de la série télévisée américaine Sons of Anarchy.

## Distribution

### Acteurs principaux
- Charlie Hunnam : "Jax" Jackson Teller
- Katey Sagal : Gemma Teller Morrow
- Mark Boone Junior : "Bobby" Robert Munson
- Dayton Callie : Wayne Unser
- Kim Coates : "Tig" Alex Trager
- Drea De Matteo : Wendy Case
- Tommy Flanagan : "Chibs" Filip Telford
- David Labrava : Happy Lowman
- Niko Nicotera (en) : « Ratboy » George Skogstorm
- Theo Rossi : "Juice" Juan Carlos Ortiz
- Jimmy Smits : Nero Padilla

### Acteurs récurrents
- Scott Anderson : Connor Malone
- Michael Beach : T.O. Cross
- Douglas Bennett : Orlin West
- Billy Brown  : August Marks
- Olivia Burnette : la sans-abri
- Kenneth Choi : Henry Lin
- Rusty Coones : Rane Quinn
- Marya Delver : l'agent Eglee
- Kim Dickens : Collette Jane
- Rey Gallegos : Fiasco
- LaMonica Garrett : le sherif adjoint Cane
- Walton Goggins : Venus Van Dam
- Hal Holbrook : Nate Madock
- Bob McCracken : Brendan Roarke
- Hayley McFarland : Brooke
- Mo McRae : Tyler Yost
- Josh Nasar : le sherif Carreira
- Alan O'Neill : Hugh
- Michael Marisi Ornstein (en) : Chucky
- Robert Patrick : Les Packer
- CCH Pounder : Tyne Patterson
- Emilio Rivera : Marcus Alvarez
- Natalie Skyy : Kiki
- Jacob Vargas : Allesandro Montez
- Peter Weller : Charles Barosky
- Michael Shamus Wiles : Jury White
- Winter Ave Zoli : Layla Winston

### Invités
- Carmelo Anthony : un homme de Cartwright (épisode 8)
- Christopher Backus : Adam 'Greensleeves' Greenblatt (épisode 7)
- Jason Barry : Declan (épisodes 12 et 13)
- Charisma Carpenter : Carol (épisode 12)
- Brad Carter : Leland Gruen (épisodes 4, 6 et 10)
- Chris Chalk : Flint (épisode 1)
- Michael Chiklis : Milo (épisodes 12 et 13)
- Alicia Coppola : Mildred Treal (épisode 10)
- Tony Curran : Gaines (épisodes 8, 9 et 12)
- Tony Denison : Desmond Harnigan (épisode 5)
- Dale Dickey : Renee O'Leary Egan (épisode 8)
- Kevin Gage : Hench (épisode 12)
- Annabeth Gish : le lieutenant Althea Jarry (épisodes 2 à 6, 8 à 11, 13)
- April Grace : Loutreesha Haddem (épisodes 4, 7 à 10)
- Mia Isabella : une actrice porno (épisode 1) (non créditée)
- Jenna Jameson : la femme médecin dans le film porno (épisode 3)
- John Lacy : Ken Haas (épisode 3)
- Inbar Lavi : Winsome (épisodes 7 et 10)
- Courtney Love : Madame Harrison (épisodes 4, 8, 10, 11)
- Marilyn Manson : Ron Tully (épisodes 1, 4, 6, 10 à 12)
- Lea Michele : Gertie (épisode 6)
- Ivo Nandi : Oscar « El Oso » Ramos (épisodes 1 à 3, 6, 12, 13)
- Tim Park : Chris Dun (épisode 1)
- Tanc Sade : Gib O'Leary (épisode 2)
- Arjay Smith : Grant McQueen (épisodes 4, 7 à 10)
- Mathew St. Patrick : Moses Cartwright (épisodes 7 à 10)
- Puma Swede : Skankenstein (épisode 3)
- Malcolm-Jamal Warner : Sticky (épisodes 1, 3 et 6)
- Ron Yuan : Ryu Tom (épisodes 1, 3 à 5, 12)

## Résumé
Jax finit par sortir de prison. Il organise une fête pour célébrer sa sortie de prison ainsi que ses différentes alliances avec les autres gangs. C'est en fait un prétexte pour inviter Henry Lin et ses hommes pour se venger du meurtre de Tara, Gemma ayant menti en ayant dit qu'elle avait vu un chinois sortir de la maison de Jax le soir du crime. Les Sons enlèvent un homme nommé Chris Dunn après que Gemma l'ait identifié, et Jax le torture jusqu'à la mort. Il attaque également une importante cargaison d'armes appartenant à Lin, tue ses hommes et vole la drogue de Lin. Durant cette attaque il se fait aider par Jury et ses hommes dont le fils de Jury.
Les Sons tuent le fils de Jury pour se couvrir en laissant la drogue de Lin mais ils ne savaient pas qu'il était son fils, Jury ayant renoué les liens avec son fils peu de temps après son retour de l'armée.
Arrivé sur les lieux du crime Jury reconnait l'arme du crime, un fusil a pompe à canon scié, utilisé durant l'attaque de la cargaison d'arme de Lin ce qui lui permet de faire le lien avec les Sons.
Pendant ce temps, Chibs noue une relation avec la nouvelle shérif Jarry, à cause de leurs origines irlandaises communes. Ils finissent par coucher ensemble. Cette relation permet à Jarry d'adoucir son jugement sur le club et sur ses activités.
La guerre avec la Triade continue puisque la Triade attaque DIosa, massacrant tous les clients et tous les employés (notamment Colette). Les Sons et Lin se mettent d'accord sur une rencontre. Nero, dont le fils est menacé par la Triade, dit à Lin de prendre le plus d'hommes possible car les Sons vont leur tendre un piège. Finalement, seuls Jax et Chibs sont présents. Ils se font mettre en joue et sont enlevés par Lin. Au premier croisement de rue, la police arrive et arrête tous les hommes de Lin. Celui-ci se rend compte que c'était un piège et que les policiers (qui sont en fait des policiers complices de Barosky) sont sous les ordres de Jax. Il s'ensuit un combat à mains nues entre Lin et Jax, ce dernier blessant gravement son ennemi au visage, et de l'arrestation de la trentaine d'hommes de Lin.
Gemma propose d'emmener Juice au Nord, mais lors d'une discussion dans la voiture sur le chemin, ce dernier se rend compte qu'elle comptait le tuer afin qu'il ne dise jamais la vérité. La voiture a un accident. et Juice menace Gemma avec son arme sur le bas-côté. Finalement, on découvre que Juice est parti avec la voiture en laissant Gemma vivante, qui marche jusqu'à ce qu'elle se fasse récupérer par Wendy et Unser dans un café.
Le club veut également s'éloigner d'August Marks. Il commence par s'affilier aux néo-nazis dirigés par Ron Tully, commet des crimes en son nom, dépose des cadavres de couleur noire devant son chantier, et enfin enterre le corps d'un pasteur en plein milieu du chantier, afin d'empêcher la construction de celui-ci. Juice se rend chez les Mayans afin de contacter Marcus Alvarez pour qu'il lui permette de s'en aller au Mexique. Mais Marcus Alvarez ramène les Sons, et Jax fait une trêve avec Alvarez pour descendre Marks et pour que le business d'armes et de drogues soit partagés avec les néo-nazis.
Les Sons récupèrent Juice, mais ils le laissent en vie. En effet, ils ont un plan. Ils envoient Juice en prison, afin que ce dernier achève Lin. Gemma parle également à Thomas du meurtre de sa mère, en s'excusant pour tout ce qu'il a engendré, mais son grand frère Abel entend tout derrière.
La réponse de Marks à toutes ces attaques ne se fait pas attendre. Sa sécurité attaque Bobby alors qu'il est en train de rouler seul. Plus tard dans la soirée, les Sons reçoivent un paquet avec les patchs de Bobby, une vidéo où il se fait éborgner et son œil... Jax tente de négocier, mais en réponse, Moses Cartwright, le chef de la sécurité de Marks, coupe les doigts de la main gauche de Bobby. Finalement, les Sons parviennent à passer un accord avec Marks : Ils lui donneront le cadavre enterré sur un de ses chantiers et une vidéo incriminant ce dernier dans des relations pédophiles. Marks ramène Bobby à Jax, mais récupère une arme et le met en joue. Il le menace, et abat sèchement Bobby.
Pendant ce temps, Unser et Althea font une découverte. Chris Dunn, qui était soupçonné du meurtre de Tara et Eli par Juice et Gemma, était en fait dans un autre endroit le soir du meurtre. Juice, qui récupère une lame pour tuer Lin, est finalement mis en isolement sans aucune raison.
Avant que le club enterre Bobby, Gemma lui rend hommage une dernière fois. Elle s'en veut et pense que rien ne se serait passé si elle n'avait pas assassiné Tara. Encore une fois, Abel entend tout.
Jax avait tout de même prévu un plan B. Le cadavre qu'il a donné à Marks avait été en fait recousu avec d'autres morceaux de cadavres, seule la tête restait. Le vrai cadavre étant encore sur le chantier de Pope Industries, Chibs donne les preuves à Larry qui s'empresse d'aller arrêter Marks sous les yeux de Moses. Avec l'aide de Tyler, Moses capture Rat et T.O. (le leadeur des Grim Bastards), de manière à les torturer pour connaitre l'emplacement de la famille du pasteur. T.O. finit par donner l'adresse d'une cabane. Les gardes du corps de Moses ne trouvent rien, mais un téléphone sonne près de la maison, dans une caravane. Cette dernière étant piégée avec des explosifs, la plupart des hommes sont à terre. Le restant est massacré par les Sons et les néo-nazis, la cabane leur appartenant.
Moses est alors le dernier homme à terre. Chibs lui coupe les doigts de la main droite tandis que Jax lui arrache l’œil à mains nues, avant de lui tirer une balle en pleine tête. Bobby est vengé.
Les Sons donnent rendez vous à Jury qu'ils soupçonnent d’être la taupe qui a révélé le lieu de la planque d'armes sur le port. Après avoir eu une discussion houleuse avec Jax à l'écart du groupe ils se battent et Jax abat Jury à terre. Jax dira que Jury lui a avoué que c'était lui la taupe ce qui se révélera faux par la suite.
Le vice-président de Jury menace Jax d'en parler aux autres chapitres.
Abel se montre de plus en plus perturbé. Il fait croire que Gemma le blesse alors qu'il se mutile lui-même. Cela attire les services sociaux. Jax décide donc de le déménager chez lui, avec Wendy pour s'en occuper. Dans la nuit, Jax décide d'avouer à Abel que Wendy est sa vraie mère. Mais alors qu'il vient pour le border, Abel lui demande si Gemma a tué Tara pour qu'elle laisse la place à Wendy...
Jax doute des paroles d'Abel, pour vérifier il se rend chez Unser pour parler du meurtre de Tara pensant qu'il a été commis par Chris Dunn sous les ordres de Lin. Mais après ses recherches, Unser révèle à Jax qu'en réalité Chris Dunn n'était pas à Charming au moment où Tara a été tuée. Les doutes de Jax grandissent de plus en plus. Il se rend à Stockton pour parler à Juice, qui connaît toute la vérité. Peu de temps avant la rencontre entre les deux hommes, Juice tue Lin en lui plantant plusieurs coups de tournevis dans la gorge. Les deux hommes se rencontrent enfin, Jax questionne Juice au sujet de Tara, ce dernier lui avoue tout. Jax, abasourdi, connaît désormais la vérité. Il se rend alors au Clubhouse pour demander à Unser où se trouve Gemma, Unser refuse de lui répondre. Jax frappe ce dernier violemment d'un coup de poing dans la mâchoire puis part chez Barosky.
Pendant ce temps, Gemma qui sait par Juice que son fils sait qu'elle a tué Tara, prépare sa fuite avec quelques affaires. Chucky, ne sachant que brièvement la situation, retient Gemma, mais deux autres Sons (Happy et Rat) sont à quelques mètres devant la maison pour la stopper (sur ordre de Jax). Chucky décide de laisser partir Gemma. Mais pour éviter tout soupçon, Chucky demande à cette dernière de lui donner un coup de poing dans la figure. Elle le frappe, Gemma fait ses adieux à Chucky puis part en fuite juste au moment où les deux autres Sons débarquent dans la maison demandant à Chucky où est passé Gemma. Ce dernier leur dit qu'elle a pris la fuite.
Jax, Chibs et Tig se rendent chez Barosky mais au même moment la police débarque à son tour pour empêcher les Sons de continuer. Tig reçoit un coup de fil de Nero (qui lui aussi connaît la vérité par Jax) qui sait où se trouve Gemma. Jax vole une voiture et fonce à toute allure pour aller retrouver cette dernière, mais il est poursuivi par des voitures de police, néanmoins il réussit à les semer. Du coup, les Sons se donnent rendez-vous au Clubhouse des Mayans et Jax leur révèle toute la vérité sur le meurtre de Tara et leur avoue que ce n'étaient pas les Chinois qui l'ont tuée mais Gemma. Gemma, quant à elle, est toujours en fuite…
Les Présidents des autres Chapitres viennent à Charming pour rendre visite à Jax, et lui parler du meurtre du Jury. Il est mis au courant que la sentence sera lourde.
Juice est devenu la cible des chinois pour avoir assassiné Henry Lin. Pour que le deal soit respecté entre SAMCRO et les suprématistes, il laisse à Ron Tully l'opportunité de le tuer, ce qu'il fait en le poignardant à plusieurs reprises.
Gemma s'est réfugiée chez son père. Dès que Jax l'apprend, il se met en route seul pour aller la retrouver. Unser, envoyé par Nero, arrive en premier et tente d'emmener Gemma avec lui au poste de police le plus proche. Seulement Jax arrive et Unser tente de s'interposer entre le fils et sa mère. Jax abat sèchement Unser, et plus tard dans le jardin, abat également sa mère d'un tir dans la tête. En rentrant, Jax est complètement perdu. Wendy le réconforte et ils finissent par coucher ensemble.
Dans le dernier épisode, le club vote, à contre cœur, pour la mort de Jax. Ce dernier règle ses comptes avant de partir : il abat Barosky (qui avait trahi le club) et August Marks. Il tue Roarke, un des Rois irlandais, pour permettre à Connor de faire du trafic d'armes avec Alvarez et Tyler. Il fait aussi ses adieux à Wendy, Nero, et à ses enfants (notamment Abel qui possède la bague « SONS ») qui s'en vont loin de Charming, pour une vie meilleure.
Finalement le club se rejoint. Jax nomme Chibs Président, qui nomme ensuite Tig Vice-Président. Au lieu de tirer sur Jax, Chibs tire dans le bras de Happy, pour faire croire aux autres Chapitres que Jax s'est enfui. Il s'en va alors dans une direction inconnue, sur la moto de son père, à qui il présente ses respects une dernière fois. Jarry, après avoir vu ses récents meurtres, met un mandat d'arrêt sur sa tête. Jax est alors poursuivi par la police, mais il choisit de foncer dans un camion. On ne voit pas l'accident, mais on voit les voitures de la police stoppées, et le sang de Jax sur le sol. Il aura ainsi protégé son club et ses enfants.

## Épisodes

### Épisode 1:Le Veuf noir
- Jimmy Smits (Nero Padilla)
- CCH Pounder (Tyne Patterson)
- Kenneth Choi (Henry Lin)
- Michael Orstein (Chucky)
- Winter Ave Zoli (Lyla)
- Emilio Rivera (Marcus Alvarez)
- Michael Beach (T.O. Cross)
- Malcolm-Jamal Warner (Sticky)
- Marilyn Manson (Ron Tully)
- Ivo Nandi (Oscar "El Oso" Ramos)
- Rusty Coones (Rane Quinn)
- Chris Chalk (Flint)
- Jacob Vargas (Montez)
- Rey Gallegos (Fiasco)
- Hayley McFarland (Brooke)
- Ron Yuan (Ryu Tom)
- Douglas Bennett (Orlin West)
- Scott Anderson (Connor Malone)
- Evan & Ryder Londo (Abel Teller)
- Tim Park (Chris Dun)
- Ryan Christiansen (le gardien de prison)
- Marc Lear (Pasteur Jonathan Haddem)
- Patricia Lunsford (la Black)
- Courtney Grant (assistant du pasteur)
- Shawn Parker (assistant du pasteur)

### Épisode 2:La Vengeance dans la peau
- Jimmy Smits (Nero Padilla)
- Peter Weller (Charles Barosky)
- Annabeth Gish (Althea Jarry)
- Kenneth Choi (Henry Lin)
- Michael Orstein (Chucky)
- Billy Brown (August Marks)
- Ivo Nandi (Oscar "El Oso" Ramos)
- Rusty Coones (Rane Quinn)
- Hayley McFarland (Brooke)
- Michael Shamus Wiles (Jury White)
- Tanc Sade (Gib)
- Brendan Wayne (Renny)
- Evan & Ryder Londo (Abel Teller)
- Marya Delver (Officier Eglee)
- Bobby Nish (le chef de la Triade)
- Kevin Moon (le chauffeur)

### Épisode 3:Jeux de monstres
- Jimmy Smits (Nero Padilla)
- Peter Weller (Charles Barosky)
- Annabeth Gish (Althea Jarry)
- Michael Orstein (Chucky)
- Winter Ave Zoli (Lyla)
- Billy Brown (August Marks)
- Michael Beach (T.O. Cross)
- Malcolm-Jamal Warner (Sticky)
- Ivo Nandi (Oscar "El Oso" Ramos)
- Rusty Coones (Rane Quinn)
- Michael Shamus Wiles (Jury White)
- Hayley McFarland (Brooke)
- Mo McRae (Tyler Yost)
- John Lacy (Ken Haas)
- Ron Yuan (Ryu Tom)
- Rich Paul (Chester)
- Jenna Jameson (Dr film porno)
- Puma Swede (Frankenpute)
- Evan & Ryder Londo (Abel Teller)
- Marya Delver (Officier Eglee)
- Marlane Barnes (Sandy)
- Natalie Skyy (Kiki)
- Gus Buktenica (Officier Paul Guyer)
- Phillipos Haile (Niner 1)
- Julius Denem (Niner 2)
- Cici Lau (femme chinoise)

### Épisode 4:Agnus Dei
- Jimmy Smits (Nero Padilla)
- Annabeth Gish (Althea Jarry)
- Courtney Love (Miss Harrison)
- Winter Ave Zoli (Lyla)
- Kim Dickens (Collette Jane)
- Marilyn Manson (Ron Tully)
- April Grace (Loutreesha Haddem)
- Brad Carter (Leland Gruen)
- Rusty Coones (Rane Quinn)
- Jacob Vargas (Montez)
- Ron Yuan (Ryu Tom)
- Douglas Bennett (Orlin West)
- Mo McRae (Tyler Yost)
- Arjay Smith (Grant McQueen)
- Walton Goggins (Venus Van Dam)
- LaMonica Garrett (Officier Cane)
- Marya Delver (Officier Eglee)
- Evan & Ryder Londo (Abel Teller)
- Natalie Skyy (Kiki)
- Marc Lear (Pasteur Haddem)
- Lynn Adrianna (Jeune maman)

### Épisode 5:Guerre totale
- Jimmy Smits (Nero Padilla)
- Peter Weller (Charles Barosky)
- Annabeth Gish (Althea Jarry)
- Kenneth Choi (Henry Lin)
- Michael Ornstein (Chucky)
- Winter Ave Zoli (Lyla)
- Kim Dickens (Collette Jane)
- Tony Denison (Desmond Harrigan)
- Rusty Coones (Rane Quinn)
- Jacob Vargas (Montez)
- Ron Yuan (Ryu Tom)
- Hayley McFarland (Brooke)
- Evan & Ryder Londo (Abel Teller)
- Josh Nasar (Lieutenant Carreira)
- Gus Buktenica (Paul Guyer)
- Hidekun Hah (un chinois)

### Épisode 6:Fumez-les tous!
- Jimmy Smits (Nero Padilla)
- Annabeth Gish (Althea Jarry)
- Emilio Rivera (Marcus Alvarez)
- Michael Beach (T.O. Cross)
- Malcolm-Jamal Warner (Sticky)
- Marilyn Manson (Ron Tully)
- Brad Carter (Leland Gruen)
- Lea Michele (Gertie)
- Ivo Nandi (Oscar "El Oso" Ramos)
- Rusty Coones (Rane Quinn)
- Jacob Vargas (Montez)
- Mo McRae (Tyler Yost)
- Marya Delver (Shérif-adjoint Eglee)
- Shawn Woods (Dulain)
- Mackenzie Parker (Scoot)
- Carlos E. Campos (le latino)

### Épisode 7:Le Maquereau chanteur
- Jimmy Smits (Nero Padilla)
- Michael Ornstein (Chucky)
- Emilio Rivera (Marcus Alvarez)
- April Grace (Loutreesha Haddem)
- Inbar Lavi (Winsome)
- Christopher Backus (Adam Greenblatt)
- Mathew St. Patrick (Moses Cartwright)
- Mo McRae (Tyler Yost)
- Arjay Smith (Grant McQueen)
- Hayley McFarland (Brooke)
- Evan & Ryder Londo (Abel Teller)
- Marc Lear (Pasteur Jonathan Hadeem)
- Josh Wingate (Harlan Hodge)
- Minnie Scarlet (Prostituée chinoise)
- Andy McDermott (chef de patrouille)

### Épisode 8:Un membre de plus
- Jimmy Smits (Nero Padilla)
- Annabeth Gish (Althea Jarry)
- Courtney Love (Miss Harrison)
- April Grace (Loutreesha Haddem)
- Mathew St. Patrick (Moses Cartwright)
- Dale Dickey (Renee O'Leary Egan)
- Don Swayze (Carl Egan)
- Rusty Coones (Rane Quinn)
- Mo McRae (Tyler Yost)
- Hayley McFarland (Brooke)
- Arjay Smith (Grant McQueen)
- Michael Shamus Wiles (Jury White)
- Marya Delver (Sheriff-Adjoint Eglee)
- Tony Curran (Gaines)
- Don Swayze (Carl Egan)
- Evan & Ryden Londo (Abel Teller)
- Nick Gamez (Deny)
- Jeffrey R. Newman (Sergio Coletti)
- Carmelo Anthony (Soldat Cartwright)

### Épisode 9:Les Chairs à vif
- Jimmy Smits (Nero Padilla)
- Annabeth Gish (Althea Jarry)
- Michael Ornstein (Chucky)
- April Grace (Loutreesha Haddem)
- Billy Brown (August Marks)
- Mathew St. Patrick (Moses Cartwright)
- Rusty Coones (Rane Quinn)
- Jacob Vargas (Montez)
- Mo McRae (Tyler Yost)
- Arjay Smith (Grant McQueen)
- Tony Curran (Gaines)
- Dave Williams[Lequel ?] (Mickey)
- Evan and Ryden Londo (Abel Teller)
- Marc Lear (Pasteur Jonathan Haddem)
- Kyle Beatty (prisonnier blanc)
- Vic Stagliano (gardien de nuit blanc)
- Courtney Grant (assistant du pasteur)
- Josh Nasar (Lieutenant Carreira)
- Devan Chandler Long (gardien blanc)

### Épisode 10:À la régulière
- Jimmy Smits (Nero Padilla)
- Annabeth Gish (Althea Jarry)
- Courtney Love (Miss Harrison)
- April Grace (Loutreesha Haddem)
- Mathew St. Patrick (Moses Cartwright)
- Inbar Lavi (Winsome)
- Michael Beach (T.O. Cross)
- Brad Carter (Leland Gruen)
- Marilyn Manson (Ron Tully)
- Rusty Coones (Rane Quinn)
- Mo McRae (Tyler Yost)
- Hayley McFarland (Brooke)
- Jacob Vargas (Montez)
- Arjay Smith (Grant McQueen)
- Walton Goggins (Venus Van Dam)
- Marya Delver (Eglee)
- Alicia Coppola (Mildred Treal)
- Luke Massy (Otis)
- Evan & Ryder Londo (Abel)
- Josh Nasar (Lieutenant Carreira)
- MacKenzie Parker (Scoot)
- Erik Aude (gardien blanc)
- Keith Woulard (routier)

### Épisode 11:À fleur de cuir
- Jimmy Smits (Nero Padilla)

- Annabeth Gish (Althea Jarry)
- Kenneth Choi (Henry Lin)
- Courtney Love (Miss Harrison)
- Michael Ornstein (Chucky)
- Winter Ave Zoli (Lyla)
- Emilio Rivera (Marcus Alvarez)
- Marilyn Manson (Ron Tully)
- Rusty Coones (Rane Quinn)
- Jacob Vargas (Montez)
- Evan & Ryder Londo (Abel)
- Vic Stagliano (gardien de nuit blanc)
- Rob Mars (officier de Sanwa)
- Francisca Garcia Hernandez (vendeuse)

### Épisode 12:La Rose Rouge
- Jimmy Smits (Nero Padilla)
- Robert Patrick (Les Packer)
- Michael Ornstein (Chucky Marstein)
- Emilio Rivera (Marcus Alvarez)
- Marilyn Manson (Ron Tully)
- Rusty Coones (Rane Quinn)
- Mo McRae (Tyler Yost)
- Hayley McFarland (Brooke)
- Jacob Vargas (Montez)
- Rey Gallegos (Fiasco)
- Olivia Burnette (la sans-abri)
- Ivo Nandi (Oscar "El Oso" Ramos)
- Ron Yuan (Ryu Tom)
- Bob McCracken (Brendan Roarke)
- Hal Holbrook (Nate Madock)
- Michael Chiklis (Milo)
- Scott Anderson (Connor Malone)
- Tony Curran (Gaines)
- Charisma Carpenter (Carol)
- Jake Cameron White (Monroe)
- Kevin Gage (Hench)
- Jason Barry (Declan)
- Evan & Ryder Londo (Abel)
- Alan O'Neill (Hugh)
- Vic Stagliano (gardien de nuit blanc)
- Nikea Gamby-Turner (gardienne noire)

### Épisode 13:À ceux qui restent
- Jimmy Smits (Nero Padilla)
- CCH Pounder (Tyne Patterson)
- Annabeth Gish (Althea Jarry)
- Peter Weller (Charles Barosky)
- Michael Ornstein (Chucky Marstein)
- Winter Ave Zoli (Lyla Winston)
- Emilio Rivera (Marcus Alvarez)
- Michael Beach (T.O. Cross)
- Billy Brown (August Marks)
- Rusty Coones (Rane Quinn)
- Mo McRae (Tyler Yost)
- Jacob Vargas (Montez)
- Olivia Burnette (la sans-abri)
- Ivo Nandi (Oscar "El Oso" Ramos)
- Ron Yuan (Ryu Tom)
- Bob McCracken (Brendan Roarke)
- Walton Goggins (Venus Van Dam)
- Michael Chiklis (Milo)
- Scott Anderson (Connor Malone)
- Tony Curran (Gaines)
- Jason Barry (Declan)
- Evan & Ryder Londo (Abel Teller)
- Josh Nasar (Lieutenant Carreira)
- Alan O'Neill (Hugh)
- Derek Graf (officier de police)
- Jasper J. Pendergrass jr. (garde du corps)
- Nikea Gamby-Turner (gardienne noire)